# Koboski
Koboski – wieś w Polsce położona w województwie podlaskim, w powiecie wysokomazowieckim, w gminie Nowe Piekuty.
W latach 1975–1998 miejscowość administracyjnie należała do województwa łomżyńskiego.
Wierni kościoła rzymskokatolickiego należą do parafii św. Kazimierza w Nowych Piekutach.

## Historia wsi
Wieś założona na ziemi, która wcześniej stanowiła część nadania dla rycerzy herbu Lubicz.
Wzmiankowana w dokumentach w roku 1520. W spisie szlachty litewskiej z roku 1528 wymienione Seło Skupewe Koboszki. Mieszkało tu siedmiu rycerzy i jedna wdowa. W sumie wystawili 3 jeźdźców na pospolite ruszenie. Wymienieni: Marko Koboszka i Paweł Koboszka. W czasie składania przysięgi na wierność królowi polskiemu w roku 1556 pojawili się też rycerze z Cobosek.
W I Rzeczypospolitej miejscowość należała do ziemi bielskiej.
Inni wzmiankowani mieszkańcy wsi:
- spis podatkowy z 1580 informuje o właścicielu 5 włók: Stanisławie, synu Jana i jego cześnikach,
- 1598 – synowie Stanisława: Paweł i Franciszek. Przyjęli nazwisko Koboska vel Koboszka.

Jakub Kobosko w 1678 roku kupił działy we wsiach Chojane-Stankowięta i Gołasze. Od XVI wieku notowane są tu również działy Łopieńskich herbu Lubicz.
W roku 1827 wieś liczyła 21 domów i 106 mieszkańców.
Pod koniec XIX w. wieś drobnoszlachecka należała do powiatu mazowieckiego, gmina i parafia Piekuty. Domów 16, mieszkańców 122. Grunta żytnie o powierzchni 136 morg.
Dane z 1891 roku informują o 16 gospodarzach, przeciętne gospodarstwo liczyło około 5 ha. Spis powszechny z 1921 roku przekazuje dane o 21 domach i 117 mieszkańcach.
Współcześnie Koboski liczą 17 domów i 80 mieszkańców.

## Obiektyzabytkowe
- Drewniane domy z początku XX w.[8]